# Blechnum adnatum
Blechnum adnatum là một loài dương xỉ trong họ Blechnaceae. Loài này được Reinw., de Vriese mô tả khoa học đầu tiên năm 1846.
Danh pháp khoa học của loài này chưa được làm sáng tỏ. 